# Lorne Greene
Lorne Hyman Greene, właśc. Lyon Chaim Green (ur. 12 lutego 1915 w Ottawie, zm. 11 września 1987 w Santa Monica) – kanadyjski aktor, znany przede wszystkim z telewizyjnego serialu Bonanza.

## Życiorys
Urodził się w rodzinie żydowskich emigrantów z Rosji.
Porzucił karierę inżyniera chemika i podjął pracę w kanadyjskim radiu Canadian Broadcasting Corporation (CBC). CBC nadało mu pseudonim głos Kanady. Był narratorem filmów dokumentalnych. W 1957 wystąpił w filmie Peyton Place. Następnie zagrał patriarchę Bena Cartwrighta w amerykańskim serialu Bonanza (1959–1973). Dzięki tej roli zyskał popularność na całym świecie. W 1977 wystąpił w roli Johna Reynoldsa, pierwszego pana Kunta Kinte w serialu Korzenie.
W roli patriarchy wystąpił również w serialach SF Battlestar Galactica (1978–1979) i Galactica 1980 (1980).
Ma swoją gwiazdę w Hollywoodzkiej Alei Gwiazd.
Zmarł wskutek ciężkiej infekcji płuc, na którą zapadł po rutynowej operacji wrzodu żołądka.
Był dwukrotnie żonaty.